# Zötzelhofen
Zötzelhofen ist ein Gemeindeteil von Maisach im oberbayerischen Landkreis Fürstenfeldbruck.

## Lage
Der Weiler liegt circa vier Kilometer nördlich von Maisach. 

## Geschichte
Die Eisenhofer erbauten um 1300 hier die Burg Rottbach. Diese gelangte auf dem Erbweg um 1370/80 an den Ritter Cunrad den Wailbeck, der sie 1389 an den Münchner Bürger Sighart Hudler verkaufte. 1402 gelangte die Burg an das Kloster Fürstenfeld, das die Burg abbrechen ließ und dem Bauern Zotel das Gelände überließ. 
m 1. Mai 1978 kam Zötzelhofen als Ortsteil der bis dahin selbstständigen Gemeinde Rottbach zu Maisach.

## Baudenkmäler

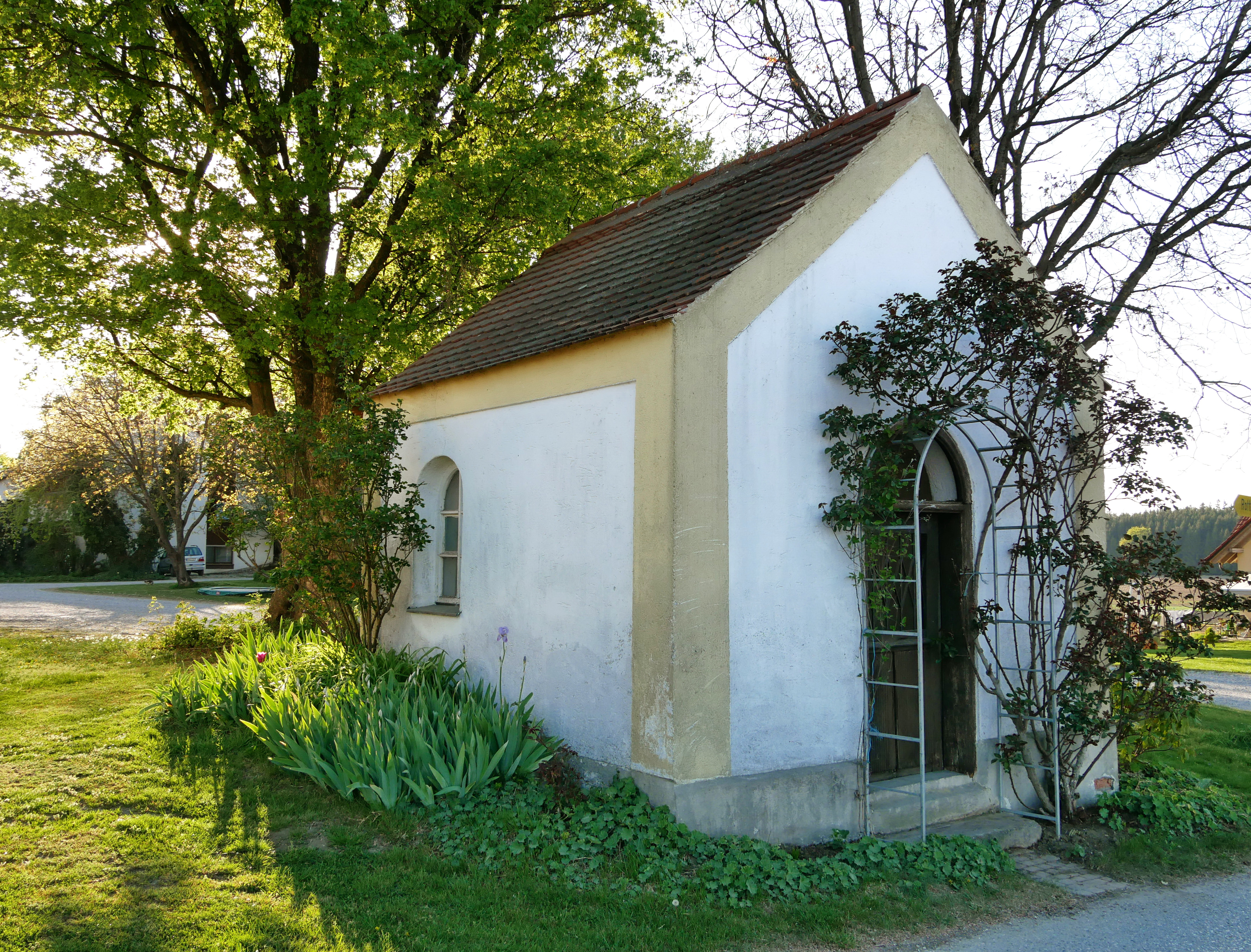
Kapelle in Zötzelhofen

Siehe auch: Liste der Baudenkmäler in Zötzelhofen
- Kapelle aus dem 18./19. Jahrhundert